# Charles Ray (actor)
Charles Edgar Ray (15 de marzo de 1891 – 23 de noviembre de 1943) fue un actor, director, productor y guionista cinematográfico de nacionalidad estadounidense. Ray llegó a la fama a mediados de los años 1910 interpretando a jóvenes y sanos Hillbillys en comedias del cine mudo.

## Inicios
Nacido en Jacksonville, Illinois, siendo niño fue a vivir a Springfield, Illinois, donde estudió en una escuela primaria. Posteriormente vivió un tiempo en Arizona, antes de asentarse definitivamente en Los Ángeles, donde finalizó su educación. Inició su carrera en el teatro antes de empezar a trabajar para el director Thomas H. Ince como extra en diciembre de 1912. Después empezó a interpretar pequeños papeles, hasta que pudo encarnar personajes de reparto. La oportunidad de Ray llegó en 1915 cuando actuó junto a Frank Keenan en el drama bélico histórico The Coward.

## Carrera
La popularidad de Ray se incrementó tras actuar en una serie  de filmes en los cuales encarnó personajes juveniles, principalmente jóvenes Hillbillys que frustraban los planes de ladrones o estafadores. En marzo de 1917 fue contratado por Paramount Pictures y reanudó su trabajo con el director Thomas H. Ince, y en 1920 ya ganaba unos once mil dólares semanales. En esa época dejó Paramount ya que Adolph Zukor se negó a aumentarle el sueldo. Tras dejar Paramount, Ray formó su propia productora, Charles Ray Productions, y utilizó su fortuna para adquirir un estudio en Los Ángeles donde empezó a producir y rodar sus propias películas.
La primera producción independiente de Ray, 45 Minutes from Broadway, se estrenó en agosto de 1920 y fue bastante exitosa. En febrero de 1921 produjo y protagonizó The Old Swimmin' Hole, el único largometraje mudo estadounidense que no tiene intertítulos para seguir la trama. El film consiguió la aclamación de la crítica por ir contra las convenciones y por relatar una historia simple y fácil de comprender sin intertítulos. A pesar de ello la película se expuso poco tiempo en los cines de las grandes ciudades porque Ray hacía un papel de pueblerino. En febrero de 1922 firmó un contrato a largo plazo con United Artists.
En la época en que Ray firmó con United Artists ya estaba cansado de interpretar a jóvenes de ambiente rural, y decidió empezar a interpretar primeros personajes romáticos. En noviembre de 1922 anunció planes para producir un drama histórico épico basado en The Courtship of Miles Standish, un poema narrativo de 1858 de Henry Wadsworth Longfellow. El poema se centra en un triángulo amoroso entre los colonos John Alden, Miles Standish, y Priscilla Mullens. Ray eligió el papel de John Alden afirmando, "será una inmensa satisfacción para mí interpretar a un personaje real, no a la marioneta de la inventiva de un autor."
Aunque numerosas personas le disuadieron de hacer la película alegando que un drama de esas características y duración no era taquillero, Ray puso medio millón de dólares de su bolsillo para financiar la cinta. Inició el rodaje en enero de 1923 en su estudio en Sunset Boulevard (actualmente conocido como KCET Studios). Los costes de la producción subieron con rapidez, y al final del rodaje Ray había invertido todos sus ahorros, casi dos millones de dólares, además de pedir prestadas cantidades adicionales. El presupuesto final del proyecto fue de tres millones de dólares.

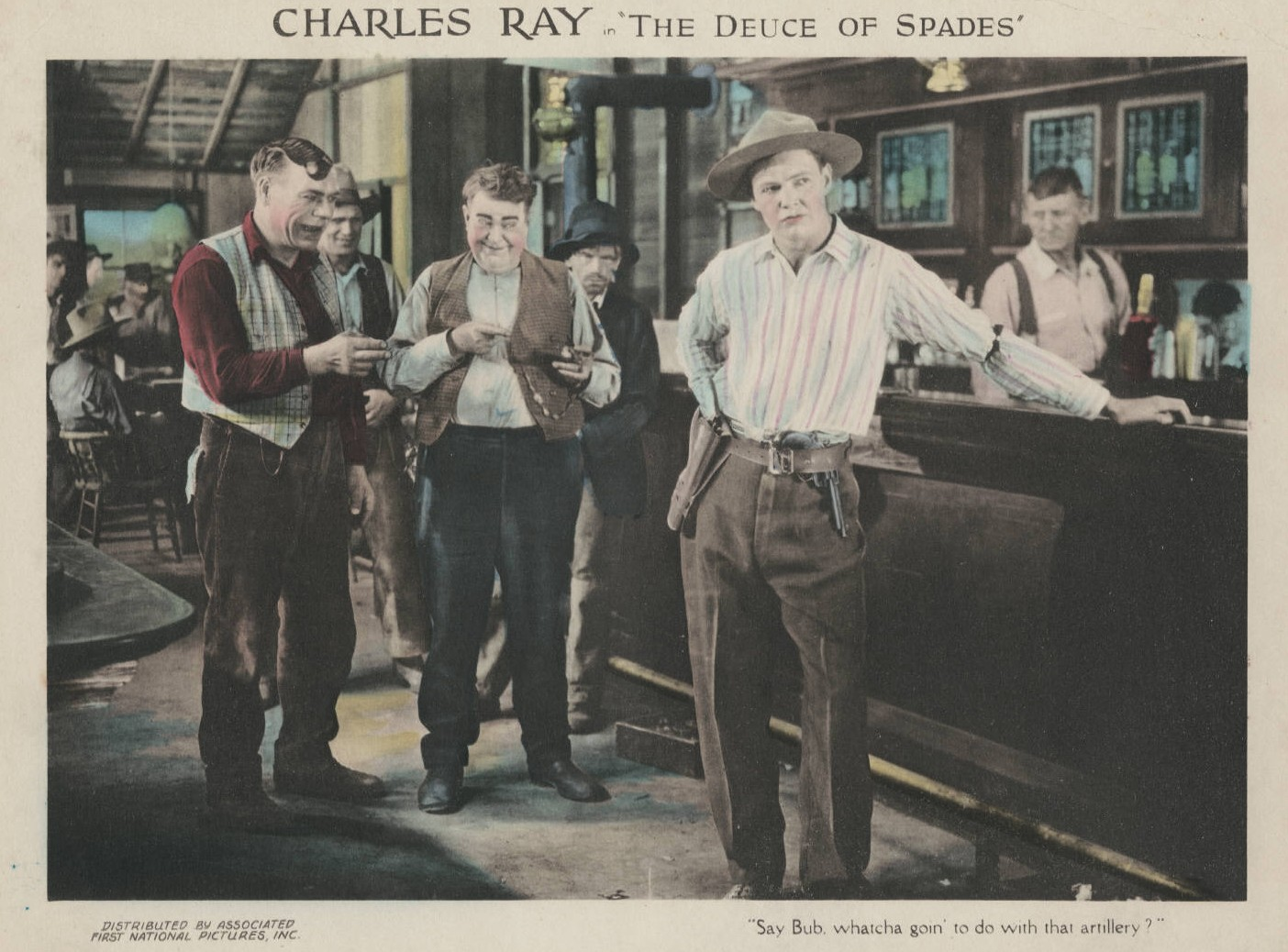
Charles Ray en The Deuce of Spades, 1922

Estrenada el 30 de diciembre de 1923, The Courtship of Miles Standish recibió algunas buenas críticas, pero fue un fracaso de taquilla. Ray perdió todo el dinero invertido en el proyecto, y su popularidad disminuyó con rapidez. Thomas Ince intentó ayudar a Ray eligiéndole para trabajar en Dynamite Smith (dirigida por el hermano de Ince, Ralph Ince), pero Ince falleció un mes después del estreno de la película en noviembre de 1924. Ray siguió trabajando en el cine, pero nunca llegó a obtener su anterior fama, y durante el resto de su carrera se vio relegado a hacer trabajos como actor de reparto y como extra.

### Últimos años
En diciembre de 1925 Ray se vio forzado a declararse en quiebra tras ser demandado por más de una docena de acreedores, y su productora también fue declarada en quiebra. Según la actriz Jane Novak, la esposa de Ray, Clara Grant (con la que se había casado en noviembre de 1915), contribuyó a aumentar el ego de Ray y a gastar dinero sin demasiado cuidado. La pareja vivía en una lujosa casa en Beverly Hills, empleaba a un numeroso equipo de servidores y poseía una flota de coches de lujo. Clara compraba vestidos caros que se negaba a llevar más de una vez y viajaba en un Rolls-Royce con una alfombra de armiño. El día antes de que Ray se declarara en quiebra, la pareja celebró una cena con mayordomos personales para cada uno de sus huéspedes que habría costado treinta mil dólares.
En 1928 Ray actuó en su último film mudo, The Count of Ten, en el que tuvo un papel de reparto. Desde 1929 a 1931 fue actor teatral en el circuito Off-Broadway, aunque consiguió escaso éxito. Volvió al cine en 1932 con The Bride's Bereavement; or, The Snake in the Grass, un corto cómico y su primer film sonoro. En julio de 1934 Ray se declaró en quiebra por segunda vez. Él y Clara, de la que se había separado en 1930, se divorciaron en mayo de 1935.
En un intento de ganar dinero, Ray empezó a escribir. En 1935 editó una colección de cuentos titulada Hollywood Shorts, y en septiembre de 1936 empezó a publicar una revista llamada Charles Ray's Hollywood Digest, en la cual había una mezcla de historias humorísticas, críticas cinematográficas, chistes, editoriales y noticias de la industria del cine. En el primer número de la revista Ray escribió una historia en la que se burlaba del periodista Walter Winchell.
Tras cerrar la revista en 1937 por falta de interés, Ray volvió al cine de nuevo, ganando once dólares al día como extra. El 4 de junio de 1941 se casó por segunda vez, en esta ocasión con la actriz francesa Yvonne Guerin. Guerin falleció al año siguiente. En sus últimos años, Ray sufrió una mala salud, aunque continuó haciendo pequeños papeles. Su carrera finalizó con pequeñas actuaciones en Slightly Dangerous (1943) y An American Romance, la cual se estrenó un año después de su muerte.

## Fallecimiento
Charles Ray falleció el 23 de noviembre de 1943 a causa de una infección de boca y garganta en el Centro Médico Cedars-Sinai de Los Ángeles, California, en el cual había permanecido hospitalizado tres semanas. Fue enterrado en el Cementerio Forest Lawn Memorial Park de Glendale, California.
Por su contribución a la industria del cine fue premiado con la concesión de una estrella en el Paseo de la fama de Hollywood, en el 6355 de Hollywood Boulevard.

## Filmografía completa

### Actor

#### 1911-1913
| - The Fortunes of War, de Thomas H. Ince 1911 - The Favorite Son, de Francis Ford 1913 - The Sharpshooter, de Charles Giblyn (1913) - The Barrier, de William J. Bauman (1913) - The Lost Dispatch, de Charles Giblyn (1913) - The Sergeant's Secret (1913) - The Sinews of War, de Charles Giblyn (1913) - The Grey Sentinel, de Burton L. King (1913) - Bread Cast Upon the Waters, de Thomas H. Ince (1913) - A Slave's Devotion, de Charles Giblyn (1913) - Jo Hibbard's Claim, de Jay Hunt (1913) | - The Boomerang, de Thomas H. Ince (1913) - The Quakeress, de Raymond B. West (1913) - The Gambler's Pal, de Scott Sidney (1913) - The Bondsman, de Charles Giblyn (1913) - Exoneration, de Charles Giblyn (1913) - The Black Sheep, de Raymond B. West (1913) - The Witch of Salem, de Raymond B. West (1913) - The Buried Past, de Reginald Barker (1913) - The Soul of the South, de Thomas H. Ince (1913) - The Open Door, de Edward Barker (1913) - Eileen of Erin, de Raymond B. West (1913) |

#### 1914
| - A Military Judas, de Jay Hunt, Thomas H. Ince (1914) - Narcotic Spectre, de Scott Sidney (1914) - For Her Brother's Sake, de Jay Hunt (1914) - Repaid, de Walter Edwards (1914) - For the Wearing of the Green, de Raymond B. West (1914) - The Path of Genius, de Raymond B. West (1914) - Desert Gold, de Scott Sidney (1914) - The Puritan, de John Ince (1914) - The Squire's Son, de Raymond B. West (1914) - Shorty's Sacrifice, de Scott Sidney (1914) - The Rightful Heir, de Raymond B. West (1914) - The Card Sharps, de Scott Sidney (1914) - In the Cow Country, de Raymond B. West (1914) - Shorty's Strategy, de Francis Ford (1914) - The Latent Spark, de Raymond B. West (1914) - Desert Thieves, de Scott Sidney (1914) | - The Curse of Humanity, de Scott Sidney (1914) - The City, de Raymond B. West (1914) - The Thunderbolt, de Scott Sidney (1914) - The Gangsters and the Girl, de Scott Sidney (1914) - Red Mask, de Charles Giblyn (1914) - The Silver Bell, de Raymond B. West (1914) - One of the Discarded, de Thomas H. Ince (1914) - The Word of His People, de Jay Hunt (1914) - The Power of the Angelus, de William Clifford, Thomas H. Ince (1914) - The Friend, de Scott Sidney (1914) - The City of Darkness, de Reginald Barker (1914) - Not of the Flock, de Scott Sidney (1914) - The Fortunes of War, de Jay Hunt (1914) |

#### 1915
| - In the Tennessee Hills, de James Vincent (1915) - The Grudge, de William S. Hart (1915) - The Wells of Paradise, de Tom Chatterton (1915) - The Spirit of the Bell, de Jay Hunt (1915) - The Cup of Life, de Thomas H. Ince, Raymond B. West (1915) - The Renegade, de Charles Swickard (1915) - The Shoal Light, de Scott Sidney (1915) | - The Conversion of Frosty Blake, de William S. Hart (1915) - The Ace of Hearts, de Walter Edwards (1915) - The Lure of Woman (1915) - The Coward, de Reginald Barker, Thomas H. Ince (1915) - The Forbidden Adventure, de Charles Swickard (1915) - The Painted Soul, de Scott Sidney (1915) |

#### 1916
| - Peggy, de Charles Giblyn, Thomas H. Ince (1916) - The Dividend, de Walter Edwards, Thomas H. Ince (1916) - The Deserter, de Walter Edwards (1916) - Home, de Raymond B. West (1916) - Honor Thy Name, de Charles Giblyn (1916) | - The Wolf Woman, de Raymond B. West (1916) - Plain Jane, de Charles Miller (1916) - A Corner in Colleens, de Charles Miller (1916) - The Honorable Algy, de Raymond B. West (1916) |

#### 1917
| - The Weaker Sex, de Raymond B. West (1917) - Skinner's Dress Suit, de Harry Beaumont (1917) - Back of the Man, de Reginald Barker (1917) - The Pinch Hitter, de Victor Schertzinger (1917) - The Millionaire Vagrant, de Victor Schertzinger (1917) | - The Clodhopper, de Victor Schertzinger (1917) - Sudden Jim, de Victor Schertzinger (1917) - The Son of His Father, de Victor Schertzinger (1917) - His Mother's Boy, de Victor Schertzinger (1917) |

#### 1918
| - Staking His Life (1918) - The Hired Man, de Victor Schertzinger (1918) - The Family Skeleton, de Victor Schertzinger, Jerome Storm (1918) - Playing the Game, de Victor Schertzinger (1918) - His Own Home Town, de Victor Schertzinger (1918) | - The Claws of the Hun, de Victor Schertzinger (1918) - A Nine O'Clock Town, de Victor Schertzinger (1918) - The Law of the North, de Irvin Willat (1918) - A Liberty Bond Plea (1918) - String Beans, de Victor Schertzinger (1918) |

#### 1919
| - The Girl Dodger, de Jerome Storm (1919) - The Sheriff's Son, de Victor Schertzinger (1919) - Greased Lightning, de Jerome Storm (1919) - The Busher, de Jerome Storm (1919) - Hay Foot, Straw Foot, de Jerome Storm (1919) | - Bill Henry, de Jerome Storm (1919) - The Egg Crate Wallop, de Jerome Storm (1919) - Crooked Straight, de Jerome Storm (1919) - Red Hot Dollars, de Jerome Storm (1919) |

#### 1920
| - Alarm Clock Andy, de Jerome Storm (1920) - Homer Comes Home, de Jerome Storm (1920) - Paris Green, de Jerome Storm (1920) - 45 Minutes from Broadway, de Joseph De Grasse (1920) | - The Village Sleut, de Jerome Storm (1920) - Peaceful Valley, de Jerome Storm (1920) - An Old Fashioned Bo, de Jerome Storm (1920) - Nineteen and Phyllis, de Joseph De Grasse (1920) |

#### 1921
| - The Old Swimmin' Hole, de Joseph De Grasse (1921) - Scrap Iron, de Charles Ray (1921) - A Midnight Bell, de Charles Ray (1921) | - Two Minutes to Go, de Charles Ray (1921) - R.S.V.P., de Charles Ray (1921) |

#### 1922
| - The Barnstormer, de Charles Ray (1922) - Saved from the Depths (1922) - African Love (1922) - Gas, Oil and Water, de Charles Ray (1922) - After the Storm (1922) - Mystery of the Mission (1922) | - The Deuce of Spades, de Charles Ray (1922) - Double Crossed (1922) - Smudge, de Charles Ray (1922) - Alias Julius Caesar, de Charles Ray (1922) - A Tailor-Made Man, de Joseph De Grasse (1922) - Robín de los bosques, de Allan Dwan (1922) |

#### 1923-1928
| - The Girl I Loved, de Joseph De Grasse (1923) - Ponjola, de Donald Crisp (1923) - The Courtship of Myles Standish, de Frederick Sullivan (1923) - Dynamite Smith, de Ralph Ince (1924) - Percy, de Roy William Neill (1925) - Some Pun'kins, de Jerome Storm (1925) - Bright Lights, de Robert Z. Leonard (1925) - Sweet Adeline, de Jerome Storm (1926) - The Auction Block, de Hobart Henley (1926) | - Paris, de Edmund Goulding (1926) - The Fire Brigade, de William Nigh (1926) - The American, de James Stuart Blackton (1927) - Girl in the Rain (1927) - Nobody's Widow, de Donald Crisp (1927) - Getting Gertie's Garter, de E. Mason Hopper (1927) - Vanity, de Donald Crisp 1927 - The Garden of Eden, de Lewis Milestone (1928) - The Count of Ten, de James Flood (1928) |

#### Años 1930
| - The Bride's Bereavement; or, The Snake in the Grass, de Robert F. Hill (1932) - Stolen by Gypsies or Beer and Bicycles, de Albert Ray (1933) - School for Girls, de William Nigh (1934) - Ladies Should Listen, de Frank Tuttle (1934) - By Your Leave, de Lloyd Corrigan (1934) | - Ticket to a Crime, de Lewis D. Collins (1934) - Welcome Home, de James Tinling (1935) - Just My Luck, de Ray Heinz (1935) - Hollywood Boulevard, de Robert Florey (1936) |

#### Años 1940
| - A Little Bit of Heaven, de Andrew Marton (1940) - The Man Who Lost Himself, de Edward Ludwig (1941) - The Lady from Cheyenne, de Frank Lloyd (1941) - Hurry, Charlie, Hurry, de Charles E. Roberts (1941) - Wild Geese Calling, de John Brahm (1941) - A Yank in the R.A.F., de Henry King (1941) - Married Bachelor, de Edward Buzzell, Norman Taurog (1941) - Appointment for Love, de William A. Seiter (1941) | - Harvard, Here I Come!, de Lew Landers (1941) - Rio Rita, de S. Sylvan Simon (1942) - La señora Miniver, de William Wyler (1942) - The Magnificent Dope, de Walter Lang (1942) - The Postman Didn't Ring, de Harold D. Schuster (1942) - Tennessee Johnson, de William Dieterle (1942) - Slightly Dangerous, de Wesley Ruggles (1943) - An American Romance, de King Vidor (1944) |

### Guionista
| - Dangerous Business, de Roy William Neill (1920) - Scrap Iron, de Charles Ray (1921) | - Smudge, de Charles Ray (1922) |

### Director
| - Scrap Iron (1921) - A Midnight Bell (1921) - Two Minutes to Go (1921) - R.S.V.P. (1921) - The Barnstormer 1922 | - Gas, Oil and Water (1922) - The Deuce of Spades (1922) - Smudge (1922) - Alias Julius Caesar (1922) |

### Productor
| - The Old Swimmin' Hole (1921) - A Midnight Bell (1921) - Two Minutes to Go (1921) - The Barnstormer (1922) - Gas, Oil and Water (1922) | - The Deuce of Spades (1922) - Alias Julius Caesar (1922) - A Tailor-Made Man (1922) - The Girl I Loved (1923) - The Courtship of Myles Standish (1923) |